# Apamea jezoensis
Apamea jezoensis är en fjärilsart som beskrevs av Matsumura 1926. Apamea jezoensis ingår i släktet Apamea och familjen nattflyn. Inga underarter finns listade i Catalogue of Life.